# Holzstraße 17 (Düren)

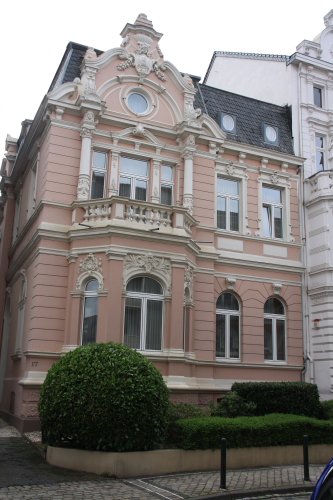
Das Haus Holzstr. 17

Das Wohnhaus Holzstraße 17 ist ein denkmalgeschütztes Gebäude in Düren, Nordrhein-Westfalen. Es steht in der Holzstraße in der Innenstadt, in der noch mehrere denkmalgeschützte Gebäude stehen.
Das Haus wurde nach einer Inschrift im Jahre 1891 von Leopold Krafft erbaut. Er war Teilhaber der Kettenfirma Krafft & Schüll, die ihren Sitz Ecke Aachener Str./Kuthsgasse (heute Heinrich-Heine-Straße) hatte. Er wohnte in seinem Haus bis zum Tode im Jahr 1918. 1925 verkaufte seine Witwe Lori das Haus an den Papierfabrikanten Max Heyder, Ursulinenstraße. Während des Zweiten Weltkrieges wurde die Gartenseite stark beschädigt. Den Bombenangriff vom 16. November 1944 überstand das Haus unbeschädigt.
Die neobarocke Halbvilla hat straßenseitig drei Achsen. Das Gebäude ist zweigeschossig mit Giebelgeschoss. Es hat eine aufwändige Stuckfassade mit Erker und Blendgiebel mit Voluten sowie ein schiefergedecktes Mansarddach.
Das Bauwerk ist unter Nr. 1/014 in die Denkmalliste der Stadt Düren eingetragen.